# Safia Tarzi
Safia Tarzi, fue una pionera diseñadora de moda afgana. Fue famosa internacionalmente durante los años 1960 y 1970 y conocida por sus característicos turbantes y chalecos feminizados.  

## Trayectoria
Safia Tarzi tuvo su propio estudio de moda en Kabul con una profesión nueva en Afganistán. Durante las décadas de 1960 y 1970, Afganistán atravesó un rápido proceso de modernización bajo el liderazgo de Mohammed Daoud Khan. Kabul era conocida como el "París de Asia Central" y las mujeres de las clases media y alta urbanas se vestían a la moda occidental en público desde que la reina consorte Humaira Begum apareció sin velo en 1959. Así, el gobierno alentó esta iniciativa ya que daba una imagen de modernidad y muchas mujeres se involucraron en la nueva industria de la moda en Kabul donde se celebraban desfiles de moda a los que asistían mujeres de la familia real.
Safia Tarzi se convertiría en una de las diseñadoras afganas pioneras más famosas desde que el velo se hiciera opcional porque significó que las mujeres de las clases media y alta dejaron de usarlo en las ciudades más grandes del país y la moda se convirtió así en un nuevo interés. El diseño de Safia Tarzi se inspiró en la moda occidental con detalles afganos como estampados, bordados y trabajos en piel. Destacó por reinterpretar los turbantes y chalecos, tradicionalmente usados por los hombres, para que los usarán también las mujeres. En su diseño, al mezclar bordados, telas y pieles tradicionales afganas con modelos de ropa occidentales desafió las concepciones tradicionales sobre lo que se consideraba masculino y femenino, urbano y rural, occidental y oriental.
En 1969, Vogue seleccionó Afganistán como ubicación de una sesión fotográfica de alta costura e hizo un editorial sobre Safia Tarzi.